# Škocjan (gmina Divača)
Škocjan – wieś w Słowenii, w gminie Divača. W 2018 roku liczyła 6 mieszkańców.